# John Emery (bobåkare)
John Emery, född 4 januari 1932 i Montréal, död 21 februari 2022, var en kanadensisk bobåkare.
Emery blev olympisk guldmedaljör i fyrmansbob vid vinterspelen 1964 i Innsbruck.